# Jiří Vondráček (novinář)
Jiří Vondráček (25. března 1927 Šatov – 16. července 2007 Brno) byl český publicista a novinář.

## Život
Studoval gymnázium ve Znojmě a poté v Brně. Od roku 1946 studoval Právnickou fakultu Masarykovy univerzity, kde v roce 1950 získal titul JUDr. V padesátých letech pracoval v Jihlavě ve státní správě, po přestěhování do Brna na začátku šedesátých letech působil v informačním středisku BVV, poté v redakci Rovnosti. Od roku 1967 se stal v brněnském studiu Československé televize komentátorem zpravodajského vysílání a přímých přenosů publicistických pořadů „Noční služby“ (jejich autorem byl Josef Lesovský; pořad přibližoval práci záchranářů, železničářů na hlavním nádraží v Brně atd.). Připravil také
několik zábavných soutěžních pořadů - například "Třicet bere" - jeden z prvních televizních soutěžních pořadů ČST, který i moderoval.
Během politického uvolnění v roce 1968 zval do televizních pořadů představitele tzv. progresivního křídla KSČ a popularizoval myšlenky Akčního programu KSČ. Stal se moderátorem nového diskusního pořadu Tribuna týdne. V srpnu 1968 po příchodu okupantů vysílal z utajených pracovišť. Byl mimo jiné režisérem posledního televizního pořadu s Hugo Haasem ve Vídni.
V roce 1969 z Československé televize propuštěn a byl odsouzen k nepodmínečnému trestu odnětí svobody na půl roku. Po odpykání trestu pracoval manuálně (mj. jako vrtač studní nebo dělník v Kovošrotu). Rehabilitován byl v roce 1990. Vrátil se k televizní práci, do roku 1992 se podílel na obnoveném pořadu Tribuna týdne.
V roce 1996 se stal nositelem Ceny města Brna v kategorii žurnalistika a publicistika.